# William Howard
William Howard, 1e baron Howard van Effingham (1510 – 1573) was een zoon van Thomas Howard, 2e hertog van Norfolk, en diens tweede echtgenote Agnes Tilney.
Hij was een van de naaste raadgevers van Hendrik VIII van Engeland en was aanwezig bij de kroning van diens tweede echtgenote Anna Boleyn, die een dochter was van zijn halfzuster Elizabeth Boleyn, gravin van Wiltshire.
Howard werd naar Schotland en Frankrijk gezonden. In 1541 werd hij er echter van beschuldigd Catharina Howard, zijn nicht en de vijfde echtgenote van Hendrik VIII aangezet te hebben tot overspel. Hij werd schuldig bevonden aan verraad door plichtsverzuim, maar kreeg genade.
Hij werd in 1552 gouverneur van Calais en grootadmiraal in 1553. Hij werd baron Howard van Effingham in 1554 voor zijn diensten bij de verdediging van Londen tijdens de opstand van Thomas Wyatt tegen Maria I van Engeland.
Hij raakte bevriend met prinses Elizabeth Tudor en zijn populariteit bij de marine spaarde hem van de wrevel van Maria Tudor. Toen Elizabeth I Maria I opvolgde, had William grote invloed en bekleedde verschillende belangrijke ambten.
Howard huwde met Margaretha, dochter van Thomas Gamage en Margaretha St. John.
Zijn zoon Charles, baron Howard van Effingham, kreeg faam in de Engelse marine en werd graaf van Nottingham.
Zijn dochter, Douglas Howard, werd in 1545 geboren en huwde met John Sheffield, 2e baron Sheffield van Butterwick, (in het geheim) met Robert Dudley, 1e graaf van Leicester en met Edward Stafford.
Zijn afstammeling (langs zijn zoon William), Francis Howard, 5e baron Howard van Effingham (-1695), erfde de baronie Howard van Effingham bij de dood van Charles Howard, 3e graaf van Nottingham, 4de baron Howard van Effingham in 1681. Francis' zoon, Francis Howard, 1e graaf van Effingham (1683-1743) werd graaf van Effingham in 1735. Dit graafschap stierf uit met de dood van Richard Howard, 4e graaf van Effingham in 1816, maar werd opnieuw gecreëerd in 1837 voor Kenneth Alexander Howard, 1e graaf van Effingham (1767-1845), eveneens een van zijn afstammelingen, die als baron was opgevolgd in 1816.